# Danh sách nhà văn Trung Quốc

## Danh sách theo niên đại

### Tây chu xuân thu
- Khương Tử Nha (tk 12 tcn)
- Chu Công (tk 12 tcn)
- Khổng Tử (551 - 479 tcn)

### Thời Chiến Quốc,Tần
- Cam Đức (TK 4 TCN)
- Công Tôn Long (325–250 TCN)
- Lý Khôi (TK 4 TCN)
- Hàn Phi (280–233 TCN)
- Mạnh Tử (372–289 TCN)
- Mặc Tử (TK 5 TCN)
- Khuất Nguyên (340–278 TCN)
- Thương Ưởng (?–338 TCN)
- Thận Đáo (395–315 TCN)
- Thân Bất Hại (?–337 TCN)
- Thạch Thân (TK 4 TCN)
- Tống Ngọc (TK 3 TCN)
- Tôn Vũ (TK 6 TCN)
- Tôn Tẫn (?–316 TCN)
- Ngô Khởi (?–381 TCN)
- Tuân Tử (310–238 TCN)
- Tử Tư (481–402 TCN)
- Tăng Tử (505–436 TCN)
- Trang Tử (TK 4 TCN)

### Hán,Tấn,Nam Bắc Triều
- Ban Bưu (3–54)
- Ban Cố (32–92)
- Ban Chiêu (TK 1)
- Tào Tháo (155–220)
- Tào Phi (187–226)
- Tào Thực (192–232)
- Sái Ung (132–192)
- Trần Thọ (233–297)
- Đổng Trọng Thư (179–104 TCN)
- Phạm Diệp (398–445)
- Cát Hồng (284–364)
- Quách Phác (276–324)
- Kinh Phòng (78–37 TCN)
- Lý Đức Lâm (531–591)
- Lục Cơ (261–303)
- Lưu Huy (TK 3)
- Lưu Hiệp (TK 5)
- Lưu Hâm (?–23)
- Lưu Hướng (77–6 TCN)
- Mã Dung (79–166)
- Thẩm Ước (441–513)
- Tư Mã Thiên (145–90 TCN)
- Tư Mã Tương Như (179–117 TCN)
- Tôn Tử (TK 3)
- Đào Tiềm (365–427)
- Vương Bật (226–249)
- Vương Sung (27–97)
- Vương Hi Chi (303–361)
- Vương Hiến Chi (344–386)
- Ngụy Thâu (506–572)
- Vệ Thước (272–349)
- Ngụy Bá Dương (TK 2)
- Ngụy Hoa Tồn (252–334)
- Kê Khang (223–262)
- Tạ Linh Vận (385–433)
- Tạ Hách (TK 5)
- Nhan Chi Suy (531–591)
- Ngư Hoạn (TK 3)
- Dương Hùng (53 TCN–18)
- Tổ Xung Chi (429–500)
- Tổ Hằng (TK 5)
- Chung Do (151–230)
- Chung Hội (225–264)
- Trịnh Huyền (127–200)
- Trương Chi (TK 2)
- Trương Hành (78–139)

### Đường,Ngũ Đại Thập Quốc
- Bạch Cư Dị (772–846)
- Biện Cơ (TK 7)
- Chử Toại Lương (597–658)
- Trần Tử Ngang (661–702)
- Thôi Hiệu (704–754)
- Đỗ Phủ (712–770)
- Đỗ Hoàn (TK 8)
- Đỗ Mục (803–852)
- Đỗ Hựu (735–812)
- Đoạn Thành Thức (?–863)
- Phòng Huyền Linh (579–648)
- Phong Cán (TK 8)
- Hạ Tri Chương (659–744)
- Hàn Dũ (768–824)
- Hàn Sơn (TK 9)
- Hoài Tố (737–799)
- Giả Đảo (779–843)
- Mạc Tuyên Khanh (?–834)
- Mạnh Hạo Nhiên (691–740)
- Lý Ngao (772–841)
- Lý Hạ (791–817)
- Lý Dục (937–978)
- Lý Bạch (701–762) Thánh Thi
- Lý Kiêu (644–713)
- Lý Tĩnh (571–649)
- Lý Bách Dược (564–647)
- Lý Đại Sư (570–628)
- Lý Thương Ẩn (812–858)
- Lý Quát Chi (?–747)
- Lý Thuần Phong (602–670)
- Lưu Tri Kỷ (661–721)
- Lưu Dật (TK 8)
- Lưu Vũ Tích (772–842)
- Liễu Tông Nguyên (773–819)
- Liễu Công Quyền (778–865)
- Lục Quy Mông (d. 881)
- Lư Đồng (790–835)
- La Ẩn (833–909)
- Lạc Tân Vương (640–684)
- Âu Dương Tuân (557–641)
- Bì Nhật Hưu (834–883)
- Thập Đắc (TK 9)
- Tôn Tư Mạc (581–682)
- Tôn Quá Đình (646–691)
- Tư Mã Trinh (TK 8)
- Vương Bột (ca. 649–676)
- Vương Duy (701–761)
- Vương Xương Linh (698–765)
- Vương Phạm Chí (TK 7)
- Ngụy Trưng (580–643)
- Vi Trang (836–910)
- Tiết Cư Chính (912–981)
- Tiết Đào (768–831)
- Ngư Huyền Cơ (844–869)
- Ngu Thế Nam (558–638)
- Nhất Hạnh (683–727)
- Nhan Sư Cổ (581–645)
- Nhan Chân Khanh (709–785)
- Nguyên Chẩn (779–831)
- Trương Ngạn Viễn (TK 9)
- Trương Kế (TK 8)
- Trương Húc (TK 8)

### Tống,Nguyên
- Bạch Nhân Phủ (1226–1306)
- Sái Tương (1012–1067)
- Trình Di (1033–1107)
- Phạm Thành Đại (1126–1193)
- Quan Hán Khanh (fl. TK 13)
- Quách Thủ Kính (1231–1316)
- Hồ Tam Tỉnh (1230–1302)
- Hoàng Đình Kiên (1045–1105)
- Lý Phưởng (925–996)
- Lý Thanh Chiếu (ca. 1084–1151)
- Lưu Bá Ôn (1311–1375)
- Liễu Vĩnh (TK 11)
- La Quán Trung (TK 14)
- Lục Du (1125–1210)
- Lư Chí (ca. 1243–1315)
- Mã Trí Viễn (ca. 1270–1330)
- Mã Đoan Lâm (1245–1322)
- Mễ Phất (1051–1107)
- Âu Dương Tu (1007–1072)
- Kiều Cát (d. 1345)
- Cù Hữu (1341–1427)
- Tần Cửu Thiều (ca. 1202–1261)
- Tống Từ (1186–1249)
- Tô Thức (1037–1101)
- Tô Tụng (1020–1101)
- Thi Nại Am (ca. 1296–1372)
- Thiệu Ung (1011–1077)
- Thẩm Quát (1031–1095)
- Tư Mã Quang (1019–1086)
- Văn Thiên Tường (1236–1282)
- Vương Thực Phủ (TK 14)
- Vương An Thạch (1021–1086)
- Vương Trùng Dương (1113–1170)
- Vô Chuẩn Sư Phạm (1178–1249)
- Từ Tái Tư (TK 14)
- Tân Khí Tật (1140–1207)
- Diệp Quát (1150–1223)
- Dụ Hạo (TK 10)
- Dương Huy (ca. 1238–1298)
- Triệu Mạnh Phủ (1254–1322)
- Chu Úc (TK 12)
- Chu Đôn Di (1017–1073)
- Tăng Củng (1019–1083)
- Chu Thế Kiệt (TK 13)
- Chu Hi (1130–1200)
- Trương Tư Huấn TK 10)
- Trương Tải (1020–1077)

### Minh
- Đổng Kỳ Xương (1555–1636)
- Phùng Mộng Long (1574–1645)
- Cao Liêm (TK 16)
- Hồng Tự Thành (1593–1665)
- Hoàng Nhữ Thành (1558–1626)
- Kim Thánh Thán (1608–1661)
- Tiêu Ngọc (TK 14)
- Lý Trí (1527–1602)
- Lý Thời Trân (1518–1593)
- Lưu Thống (1593–1636)
- Lăng Mông Sơ (1580–1644)
- Sử Khả Pháp (1601–1645)
- Thẩm Chu (1427–1509)
- Tống Ưng Tinh (1587–1666)
- Thang Hiển Tổ (1550–1616)
- Ngô Thừa Ân (1500–1582)
- Văn Chính Minh (1470–1559)
- Văn Chấn Hanh (1585–1645)
- Vương Phu Chi (1619–1692)
- Vương Dương Minh (1472–1529)
- Vương Trinh (TK 14)
- Từ Vị (1521–1593)
- Từ Quang Khải (1562–1633)
- Từ Hà Khách (1587–1641)
- Vương Hoành Đạo (1568–1610)
- Trạm Nhược Thủy (1466–1560)
- Trương Đình Ngọc (1672–1755)

### Thanh
- Bát Đại Sơn Nhân (khoảng 1626–1705)
- Trần Hoành Mưu (1696–1771)
- Tào Tuyết Cần (1724–1764)
- Đới Hy (1801–1860)
- Đới Chấn (1724–1777)
- Hạ Trương Linh (1785–1848)
- Hồng Lượng Cát (1746–1809)
- Hoàng Tông Hy (1610–1695)
- Hoàng Tuân Hiến (1848–1905)
- Tưởng Đình Tích (1669–1732)
- Khang Hữu Vi (1858–1927)
- Lý Ngư (1610–1680)
- Lý Thiện Lan (1810–1882)
- Lục Hạo Đông (1868–1895)
- Lâm Thư (1852–1924)
- Lưu Ngạc (1857–1909)
- Lương Khải Siêu (1873–1929)
- Bồ Tùng Linh (1640–1715)
- Sa Mạnh Hải (1900–1992)
- Đàm Tự Đồng (1865–1898)
- Đường Chân (1630–1704)
- Ngô Gia Kỷ (1618–1684)
- Ngô Kính Tử (1698–1779)
- Ngụy Nguyên (1794–1856)
- Vương Chấn (1867–1938)
- Vương Quốc Duy (1877–1927)
- Nghiêm Phục (1853–1921)
- Viên Mai (1716–1797)
- Dương Bá Nhuận (1837–1911)
- Chu Lượng Công (1612–1672)
- Chương Bính Lân (1868–1936)

### Thời Hiện đại

#### Trung Hoa Dân Quốc
- Bạch Thọ Di (1909–2000)
- Tào Ngu (1910–1996)
- Trần Đại Vũ (1912–2001)
- Trừ An Bình (1909–1966)
- Lý Cảnh Quân (1911–2003)
- Đinh Linh (1904–1986)
- Đới Vọng Thư (1905–1950)
- Trương Ái Linh (1920–1995)
- Phùng Hữu Lan (1895–1990)
- Cố Hiệt Cương (1893–1980)
- Quách Mạt Nhược (1892–1978)
- Hồ Thích (1891–1962)
- Hoa La Canh (1910–1985)
- Hoàng Viễn Dung (1885–1915)
- Kim Nhạc Lâm (1895–1984)
- Kha Chiêu (1910–2002)
- Lý Thạch Sầm (1892–1934)
- Ba Kim (1904–2005)
- Lỗ Tấn (1881–1936)
- Lão Xá (1899–1966)
- Lâm Hải Âm (1918–2001)
- Lâm Huy Nhân (1904–1955)
- Lâm Ngữ Đường (1895–1976)
- Lương Thấu Minh (1893–1988)
- Lương Lãng Thu (1911–1998)
- Mao Thuẫn (1896–1981)
- Mưu Tông Tam (1909–1995)
- Mục Thời Anh (1912–1940)
- Tiền Huyền Đồng (1887–1939)
- Tiền Chung Thư (1910–1998)
- Nhiêu Tông Di (1917–2018)
- Tô Mạn Thù (1884–1918)
- Tô Bộ Thanh (1902–2003)
- Tôn Quang Viễn (1900–1979)
- Triệu Thụ Lý (1906–1970)
- Thẩm Tùng Văn (1902–1988)
- Thi Chập Tồn (1905–2003)
- Trần Tỉnh Thân (1911–2004)
- Đường Quân Nghị (1909–1978)
- Điền Hán (1898–1968)
- Ngô Kính Hằng (1865–1953)
- Vấn Nhất Đa (1899–1946)
- Vương NhượcVọng (1918–2001)
- Ngô Văn Tuấn (1919–2017)
- Hứa Địa Sơn (1893–1941)
- Từ Chí Ma (1897–1936)
- Tạ Băng Oánh (1906–2000)
- Tiêu Hồng (1911–1942)
- Hùng Thập Lực (1885–1968)
- Hùng Khánh Lai (1893–1969)
- Nhan Huệ Khánh (1877–1950)
- Diệp Thánh Đào (1894–1988)
- Úc Đạt Phu (1896–1945)
- Dương Vinh Quốc (1907–1978)
- Dương Sóc (1913–1968)
- Dương Giáng (1911–2016)
- Tăng Huỳnh Chi (1898–1940)
- Chu Vĩ Lương (1911–1995)
- Chu Tác Nhân (1885–1967)
- Chu Khiêm Chi (1899–1972)
- Chu Tự Thanh (1898–1948)
- Chu Quang Tiềm (1897-1986)

#### Cộng Hòa Nhân dân Trung Hoa
- Bắc Đảo (1949–)
- Phó Bão Thạch (1904–1965)
- Trần Mại Bình (1952–)
- Trần Nhiễm (1962–)
- Lưu Bách Xuyên (1968–)
- Phùng Ký Tài (1942–)
- Kim Phương Dung (1949–)
- Cao Hành Kiện (1940–) đoạt Giải Nobel Văn học
- Cốc Siêu Hào (1926–2012)
- Cố Thành (1956–1993)
- Điền Cương (1958–)
- Đàm Ân Mĩ (1952–)
- Đới Tư Kiệt (1954–)
- Hà Phúc Nhân
- Hồng Ảnh (1962–)
- Hàn Thiếu Công (1953–)
- Trương Thuần Như (1968–2004) Tác giả người Mỹ gốc Trung của cuốn The Rape of Nanking
- Kim Dung (1924–2018)
- Trương Nhung (1952–) tác giả của cuốn Wild Swans
- Kha Nham (1929–2011)
- Lý Ngao (1935–2018)
- Lệ Chấn Vũ (?)
- Lưu Tân Nhạn (1925–2005)
- Lưu Hằng (1954–)
- Lưu Tâm Vũ (1942–)
- Mao Tường Thanh (1950-)
- Mạc Ngôn (1956–)
- Mã Kiến (1953–)
- Mã Kiên (1906–1978)
- Miên Miên (1970–)
- Trình Văn Tát (1966–)
- Bạch Tiên Dũng (1937–)
- Địch Chấn Minh (1957–)
- Tần Huy (1953–)
- Thang Đình Đình (1940–)
- Khúc Ba (1923–2002)
- Cổ Vinh Khánh
- Tô Đồng (1963–)
- Tôn Hiếu Đông (1971–)
- Tôn Trí Hoành (1965–)
- Tôn Trí Vĩ (1965–)
- Khâu Thành Đồng (1949–)
- Thiết Ngưng (1957–)
- Vương Hạo (1921–1995)
- Vương Lực Hùng (1953–)
- Vương An Ức (1954–)
- Vương Sóc (1958–)
- Vương Nhược Thủy (1926–2002)
- Vương Thi Diễm (1949–)
- Từ Hữu Ngư (1947–)
- Tiết Tông Chính (1935–)
- Dư Hoa (1960–)
- Diêm Liên Khoa (1958–)
- Dương Kiến Lợi (1963–)
- Viên Hồng Băng (1953–)
- Tiêu Ấm Đường (1943–)
- Chu Thái Kỳ
- Chu Tiểu Lệ (1958–)
- Chu Học Cần (1952–)
- Tông Phác (1928–)
- Vệ Tuệ (1973–)
- Triển Đào (1963–)
- Trương Thừa Chí (1948–)
- Trương Kháng Kháng (1950–)
- Trương Khiết (1937–)
- Trương Duyệt Nhiên
- Quách Kính Minh